# 半田站
半田站（日语：／ Handa eki */?）是位於愛知縣半田市御幸町，東海旅客鐵道（JR東海）的武豐線車站。

## 概要
此站是武豐線最初（1886年（明治19年））開通啟用的車站之一，亦為愛知縣最古老車站之一。部分車站設施在明治時代已經開始使用，當中跨線橋在1910年（明治43年）落成。為現時JR最古老的跨線橋。山陰本線八鹿站的跨線橋於1907年（明治40年）建成，山陰本線大田市站的跨線橋於1890年（明治23年）建成。而此站的跨線橋正確來說是「最古老跨線橋，並且在建築當時位於相同地方」。

## 歷史
- 1886年（明治19年）3月1日 - 武豐至熱田之間開通，此站啟用。當時為旅客和貨物車站[4]。
- 1896年（明治29年） - 車站遷移至現地並擴展。在遷移前，車站是位於靠近大府一方（北邊）的平交道（第2半田街道平交道）附近[5]。
- 1909年（明治42年）10月12日 - 制定路線名稱，此站成為武豐線的車站。
- 1910年（明治43年）11月 - 設置跨線橋[5]。
- 1912年（明治45年）2月 - 車站再次擴張，車站大樓翻新擴展[5][6]。
- 1975年（昭和50年）11月15日 - 終止貨物起卸業務[4]。
- 1977年（昭和52年）3月1日 - 開設綠色窗口（現時：JR全線售票處）[7]。
- 1984年（昭和59年）2月1日 - 終止行李起卸業務[4]。
- 1987年（昭和62年）4月1日：伴隨國鐵分割民營化，車站由東海旅客鐵道（JR東海）營運[4]。
- 2001年（平成13年）4月1日 - 隨著武豐駅東浦站站長廢止，武豐線所有車站由半田站管理[6]。
- 2006年（平成18年）11月25日 - 此站開始可以使用IC卡「TOICA」。此站增設簡易閘機[8]。
- 2013年（平成25年）10月1日 - 引入「集中旅客服務系統」，由直營車站變為業務委託車站[9]。
- 2021年（令和3年）6月6日 - 臨時車站大樓開始使用[10][11]。
- 2026年（令和8年）年度 - 預定高架化完成[12]。
- 2027年（令和9年）年度 - 預定連續立體交差工程完成[13]。

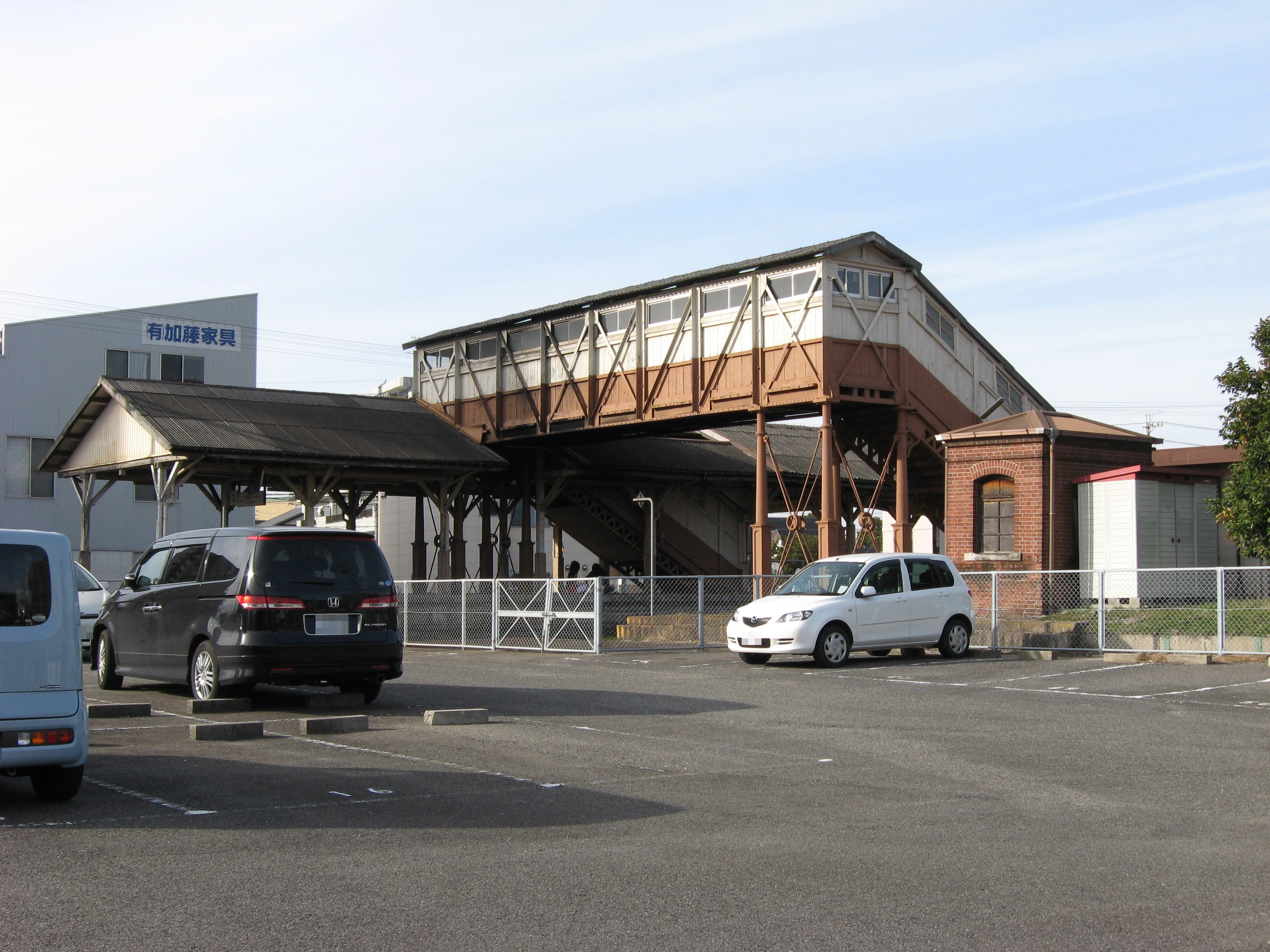
JR最古老跨線橋
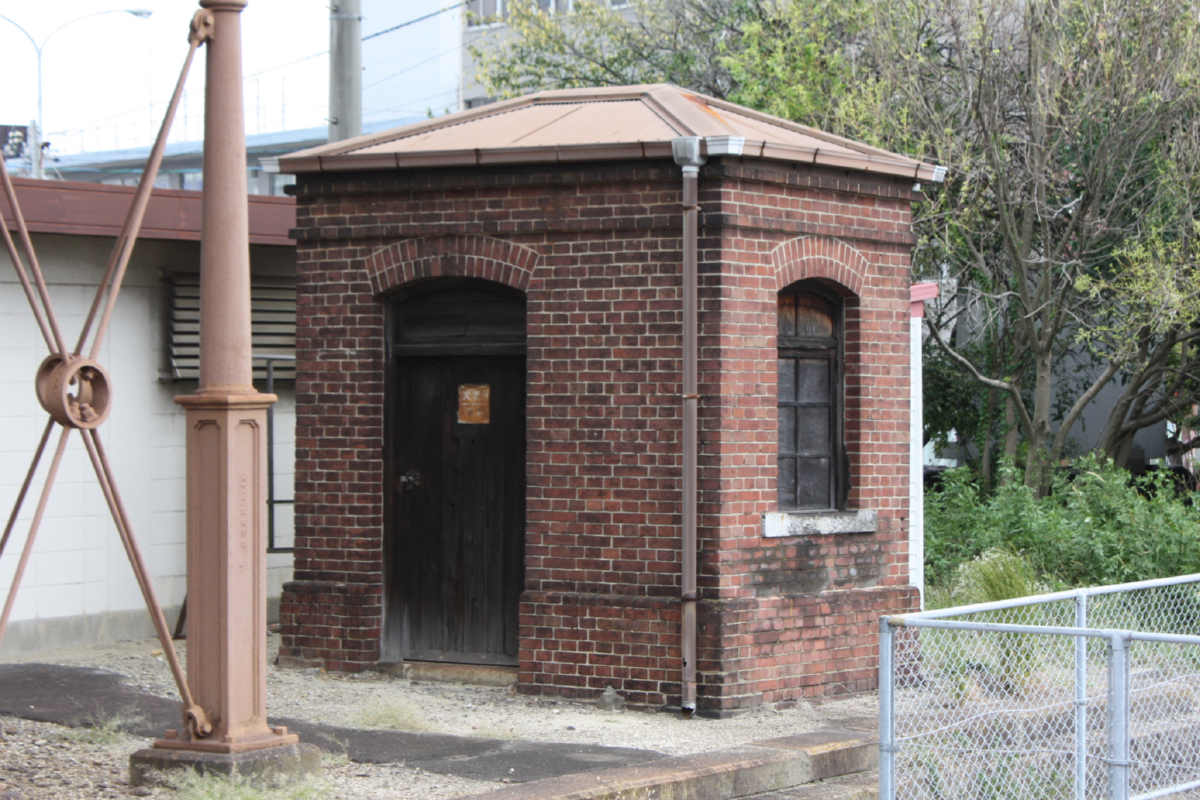
跨線橋側小屋（2010年10月）
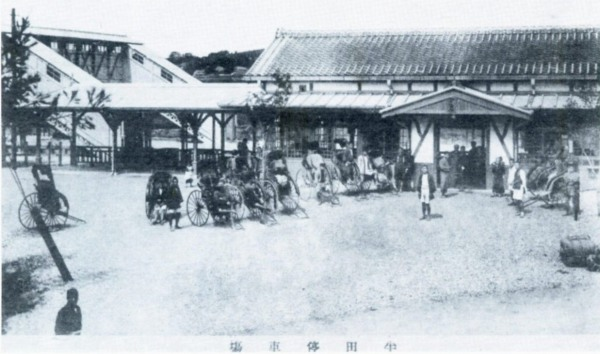
1912年後（可看到車站大樓與現時還存的跨線橋）的半田站。站前設有人力車。

### 貨物營業
武豐線部分車站曾經設有貨物起卸，此站是其中一座。半田站的貨運業務於1886年車站啟用已經開始，直至1975年衣浦臨海鐵道半田線啟用後廢止。
在戰前（1945年以前）主要起卸貨物中，起載的貨物包括豆粕、飼料、啤酒、醋和雜穀，卸載的貨物包括小麥、米、棉線和綿花。在戰後1955年度的起載的貨物包括肥料、醋、飼料、粟粉，卸載的貨物主要包括肥料和米。在貨運業務末期的1970年代，起載的貨物包括飼料、肥料和粟粉，卸載的貨物主要包括肥料和米。

### 今後的計劃和構想
對於半田站附近正在進行連續立體交差工程，愛知縣建設部得到了事業評價監視委員會的批准，於2020年度開始動工。計劃在2027年度完工。
JR東海把每日使用人次達到3,000人以上的車站進行無障礙化改善工程，以此標準來說此站未達到要求。但是當上述工程竣工時，由於為高架車站，也會設有無障礙設施。

## 車站構造
車站是一座地面車站，設有1面2線島式月台，可進行列車交會。此站設有安全側線，分別於2號月台靠近武豐一方和3號月台靠近大府一方各有一處。
曾經在車站東邊設有1號月台（單式月台）。在路軌撤走後，自從車站缺少1號月台。
車站大樓位於舊1號月台側，即是站內東邊。車站大樓在1912年（明治45年）建成，大樓是一座木製建築，大樓經歷還翻新。車站大樓內設有JR全線售票處和自動售票機。於閘口設有TOICA專用的自動閘機（簡易TOICA閘機）。
此站是有人車站，站內設有站員當值。JR東海委托了子公司東海交通事業負責車站業務（業務委託車站）。曾經此站是設有站長的直營車站。此站管理武豐線所有車站（除了大府站外）。JR東海在2013年10月1日起，於線內6個車站（包括此站）引入「集中旅客服務系統」，使此站由直營站變為業務委託站。現在此站由大府站管理。
車站大樓與月台之間設有跨線橋連接。上述已經提及，跨線橋於1910年（明治43年）11月落成。以建築當時至今仍然是同一位置的跨線橋中，此座跨線橋是JR最古老的一座。跨線橋鄰接一座磚頭建成的危險品倉庫（燈房），該小屋在1909年（明治42年）建成。在2010年，由於當時線內開始進行電氣化，因此為了保護架空電纜，因此跨線橋加上了防護措置。但是，隨著車站高架化，跨線橋和危險品倉庫將會阻礙工程進行，因此預計會把跨線橋遷移至站內的公園。

### 月台
| 月台 | 路線   | 上下行 | 方向             |
| ---- | ------ | ------ | ---------------- |
| 2    | 武豐線 | 下行   | 武豐方向         |
| 3    | 武豐線 | 上行   | 大府、名古屋方向 |

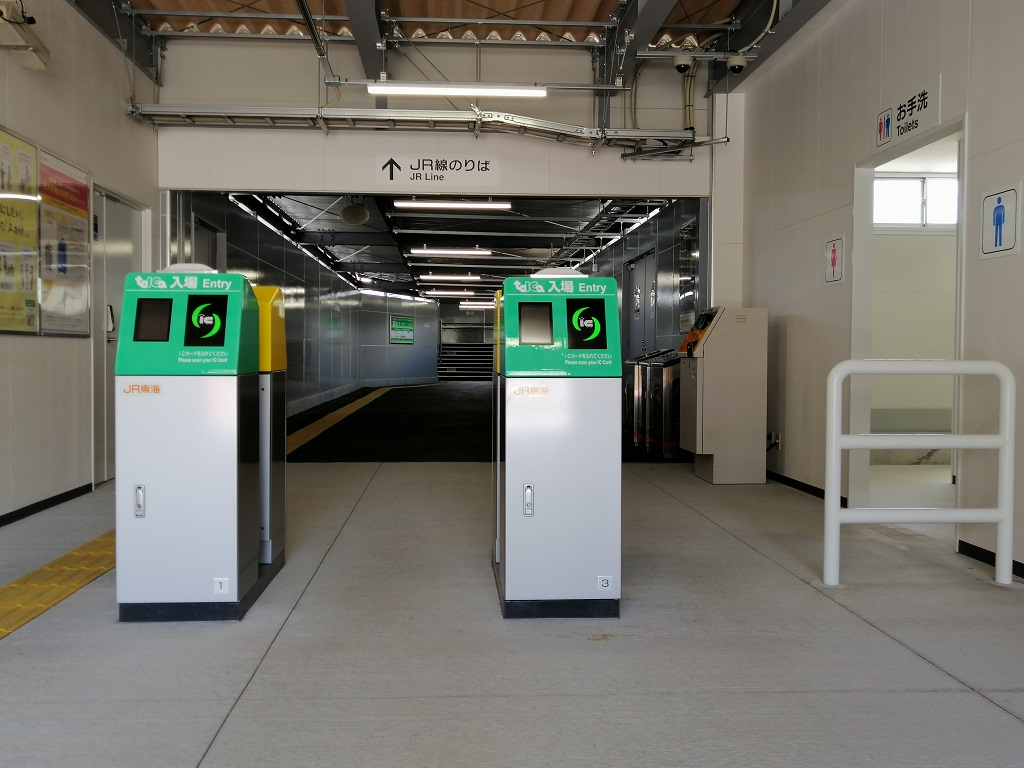
簡易TOICA閘機（2021年7月）
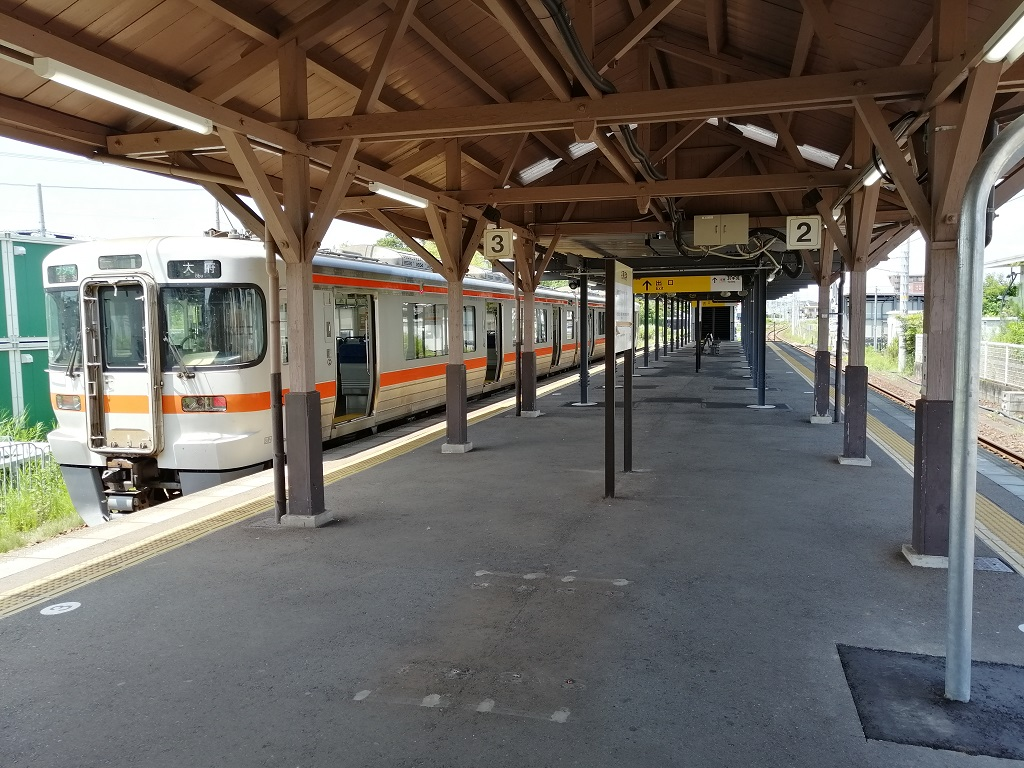
月台
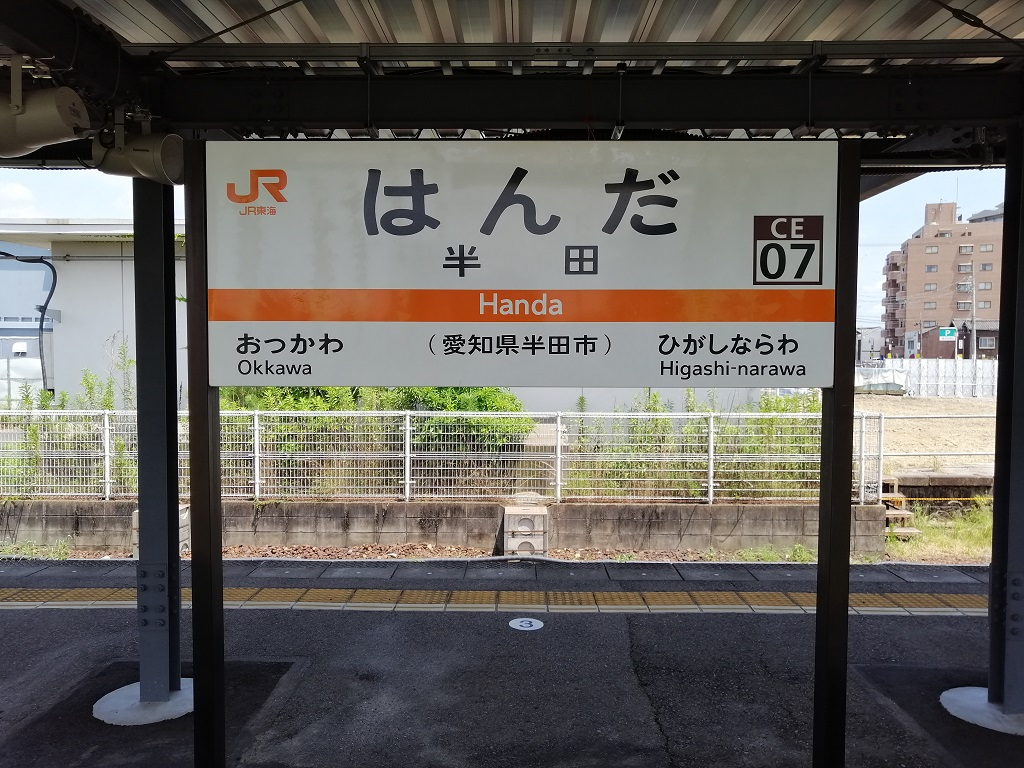
站名牌

## 使用狀況

### 旅客
根據「愛知縣統計年鑑」和「知多半島之統計」，以下為1日平均乘車人次列表：
| 1日平均乘車人次變化 | 1日平均乘車人次變化 | 1日平均乘車人次變化      |
| 年度                | 乘車人次            | 參考資料、備註           |
| ------------------- | ------------------- | ------------------------ |
| 1950年度            | 2,324人             | [ 統計 1 ]               |
| 1951年度            | 2,708人             | [ 統計 2 ]               |
| 1952年度            | 2,633人             | [ 統計 3 ]               |
| 1953年度            | 2,522人             | [ 統計 4 ]               |
| 1954年度            | 2,440人             | [ 統計 5 ]               |
| 1955年度            | 2,361人             | [ 統計 6 ]               |
| 1956年度            | 2,526人             | [ 統計 7 ]               |
| 1957年度            | 2,577人             | [ 統計 8 ]               |
| 1958年度            | 2,681人             | [ 統計 9 ]               |
| 1959年度            | 2,863人             | [ 統計 10 ]              |
| 1960年度            | 2,979人             | 1950年度以後為最多人使用 |
| 1961年度            | 2,626人             | [ 統計 12 ]              |
| 1962年度            | 2,311人             | [ 統計 13 ]              |
| 1963年度            | 2,296人             | [ 統計 14 ]              |
| 1964年度            | 2,229人             | [ 統計 15 ]              |
| 1965年度            | 2,351人             | [ 統計 16 ]              |
| 1966年度            | 2,334人             | [ 統計 17 ]              |
| 1967年度            | 2,326人             | [ 統計 18 ]              |
| 1968年度            | 2,225人             | [ 統計 19 ]              |
| 1969年度            | 1,911人             | [ 統計 20 ]              |
| 1970年度            | 1,904人             | [ 統計 21 ]              |
| 1971年度            | 1,734人             | [ 統計 22 ]              |
| 1972年度            | 1,601人             | [ 統計 23 ]              |
| 1973年度            | 1,584人             | [ 統計 24 ]              |
| 1974年度            | 1,656人             | [ 統計 25 ]              |
| 1975年度            | 1,661人             | [ 統計 26 ]              |
| 1976年度            | 1,571人             | [ 統計 27 ]              |
| 1977年度            | 1,478人             | [ 統計 28 ]              |
| 1978年度            | 1,388人             | [ 統計 29 ]              |
| 1979年度            | 1,326人             | [ 統計 30 ]              |
| 1980年度            | 1,231人             | [ 統計 31 ]              |
| 1981年度            | 1,132人             | [ 統計 32 ]              |
| 1982年度            | 1,509人             | [ 統計 33 ]              |
| 1983年度            | 1,315人             | [ 統計 34 ]              |
| 1984年度            | 1,136人             | [ 統計 35 ]              |
| 1985年度            | 975人               | [ 統計 36 ]              |
| 1986年度            | 901人               | [ 統計 37 ]              |
| 1987年度            | 874人               | 1950年度以後為最少人使用 |
| 1988年度            | 964人               | [ 統計 39 ]              |
| 1989年度            | 1,065人             | [ 統計 40 ]              |
| 1990年度            | 1,168人             | [ 統計 41 ]              |
| 1991年度            | 1,261人             | [ 統計 42 ]              |
| 1992年度            | 1,329人             | [ 統計 43 ]              |
| 1993年度            | 1,310人             | [ 統計 44 ] [ 統計 45 ]  |
| 1994年度            | 1,281人             | [ 統計 46 ] [ 統計 45 ]  |
| 1995年度            | 1,256人             | [ 統計 47 ] [ 統計 45 ]  |
| 1996年度            | 1,263人             | [ 統計 48 ] [ 統計 49 ]  |
| 1997年度            | 1,251人             | [ 統計 50 ] [ 統計 49 ]  |
| 1998年度            | 1,208人             | [ 統計 51 ] [ 統計 52 ]  |
| 1999年度            | 1,170人             | [ 統計 53 ] [ 統計 54 ]  |
| 2000年度            | 1,242人             | [ 統計 54 ]              |
| 2001年度            | 1,380人             | [ 統計 54 ]              |
| 2002年度            | 1,510人             | [ 統計 55 ]              |
| 2003年度            | 1,520人             | [ 統計 55 ]              |
| 2004年度            | 1,509人             | [ 統計 55 ]              |
| 2005年度            | 1,632人             | [ 統計 56 ]              |
| 2006年度            | 1,707人             | [ 統計 56 ]              |
| 2007年度            | 1,776人             | [ 統計 56 ]              |
| 2008年度            | 1,761人             | [ 統計 57 ]              |
| 2009年度            | 1,704人             | [ 統計 57 ]              |
| 2010年度            | 1,664人             | [ 統計 57 ]              |
| 2011年度            | 1,656人             | [ 統計 58 ]              |
| 2012年度            | 1,750人             | [ 統計 59 ]              |
| 2013年度            | 1,685人             | [ 統計 59 ]              |
| 2014年度            | 1,700人             | [ 統計 60 ]              |
| 2015年度            | 1,735人             | [ 統計 61 ]              |
| 2016年度            | 1,714人             | [ 統計 62 ]              |
| 2017年度            | 1,712人             | [ 統計 63 ]              |
| 2018年度            | 1,670人             | [ 統計 63 ]              |
| 2019年度            | 1,651人             | [ 統計 64 ]              |

另外在明治時代末期的1910年度之乘車人次為1日平均359人。

### 貨物、行李
以下為1950年度至1975年度（1975年11月終止起卸）的貨物起卸量（起載/卸載噸數）。以及1972年度至1983年度（1984年2月終止起卸）的行李起卸量（發送與到達件數）的列表。
| 貨物起卸量、行李起卸量變化      | 貨物起卸量、行李起卸量變化 | 貨物起卸量、行李起卸量變化 | 貨物起卸量、行李起卸量變化 | 貨物起卸量、行李起卸量變化 |
| 年度                            | 貨物                       | 貨物                       | 行李                       | 行李                       |
| 年度                            | 發送                       | 到達                       | 發送                       | 到達                       |
| ------------------------------- | -------------------------- | -------------------------- | -------------------------- | -------------------------- |
| 1950年度                        | 77,496t                    | 106,803t                   |                            |                            |
| 1951年度                        | 76,466t                    | 123,596t                   |                            |                            |
| 1952年度                        | 68,228t                    | 87,716t                    |                            |                            |
| 1953年度                        | 78,683t                    | 86,646t                    |                            |                            |
| 1954年度                        | 69,559t                    | 96,321t                    |                            |                            |
| 1955年度                        | 82,032t                    | 79,220t                    |                            |                            |
| 1956年度                        | 99,213t                    | 80,548t                    |                            |                            |
| 1957年度                        | 104,827t                   | 82,450t                    |                            |                            |
| 1958年度                        | 103,454t                   | 75,236t                    |                            |                            |
| 1959年度                        | 104,269t                   | 84,330t                    |                            |                            |
| 1960年度                        | 130,936t                   | 101,197t                   |                            |                            |
| 1961年度                        | 137,360t                   | 96,446t                    |                            |                            |
| 1962年度                        | 168,545t                   | 97,857t                    |                            |                            |
| 1963年度                        | 201,353t                   | 105,946t                   |                            |                            |
| 1964年度                        | 204,216t                   | 108,160t                   |                            |                            |
| 1965年度                        | 197,668t                   | 89,818t                    |                            |                            |
| 1966年度                        | 196,339t                   | 80,157t                    |                            |                            |
| 1967年度                        | 206,239t                   | 79,705t                    |                            |                            |
| 1968年度                        | 197,407t                   | 89,105t                    |                            |                            |
| 1969年度                        | 194,905t                   | 69,762t                    |                            |                            |
| 1970年度                        | 196,553t                   | 65,774t                    |                            |                            |
| 1971年度                        | 187,705t                   | 68,981t                    |                            |                            |
| 1972年度                        | 165,226t                   | 60,125t                    | 22,715個                   | 64,456個                   |
| 1973年度                        | 153,248t                   | 56,879t                    | 23,316個                   | 65,708個                   |
| 1974年度                        | 114,750t                   | 55,850t                    | 21,537個                   | 64,016個                   |
| 1975年度                        | 52,474t                    | 22,767t                    | 19,586個                   | 58,808個                   |
| 1976年度                        |                            |                            | 18,029個                   | 53,503個                   |
| 1977年度                        |                            |                            | 17,745個                   | 48,735個                   |
| 1978年度                        |                            |                            | 15,932個                   | 44,082個                   |
| 1979年度                        |                            |                            | 16,163個                   | 41,985個                   |
| 1980年度                        |                            |                            | 14,951個                   | 36,203個                   |
| 1981年度                        |                            |                            | 13,157個                   | 28,306個                   |
| 1982年度                        |                            |                            | 8,852個                    | 19,774個                   |
| 1983年度                        |                            |                            | 5,499個                    | 12,167個                   |
| ※參考資料與乘車人次的列表相同。 |                            |                            |                            |                            |

## 車站周邊
市內的市中心位於名鐵知多半田站，該站的上下車人次數目多於此站接近10倍，而市政廳此較接近此站。
- 名古屋鐵道河和線 知多半田站
- 半田市政廳
- 半田郵局（日语：半田郵便局）
- 半田商工會議所
- 半田信用金庫（日语：半田信用金庫）總店
- 愛知銀行半田分店
- 名古屋銀行半田分店
- NTT西日本（日语：西日本電信電話）半田大廈
- Mizkan Holdings（日语：ミツカン）
  - 博物館「醋之里」（日语：博物館「酢の里」）
- 中埜酒造（日语：中埜酒造）
  - 國盛酒之文化館（日语：國盛酒の文化館）
- 半田市鐵道資料館（日语：半田市鉄道資料館）

## 巴士路線
車站東邊設有「半田站前」巴士站。停靠的巴士路線可前往半田市南部和北部，停靠巴士為知多乘合（知多巴士）。
- 半田北部線：乙川站前、日本福祉大學方向、知多半田站、青山站、常滑方向

另外，車站西南方向步行5分鐘可到達「末廣町」巴士站。停靠的巴士路線可前往半田市南部和常滑市、中部國際機場方向，停靠巴士為知多乘合（知多巴士）。
- 半田、常滑線：青山站、常滑、中部國際機場方向

## 相鄰車站
東海旅客鐵道（JR東海）
 武豐線
■區間快速、■普通
乙川（CE06）－半田（CE07）－東成岩（CE08）

## 注腳

### 統計
1. ↑  《愛知縣統計年鑑》昭和27年度刊，326頁
2. ↑  《愛知縣統計年鑑》昭和28年度刊，310頁
3. ↑  《愛知縣統計年鑑》昭和29年度刊，329頁
4. ↑  《愛知縣統計年鑑》昭和30年度刊，305頁
5. ↑  《愛知縣統計年鑑》昭和31年度刊，303頁
6. ↑  《愛知縣統計年鑑》昭和32年度刊，319頁
7. ↑  《愛知縣統計年鑑》昭和33年度刊，335頁
8. ↑  《愛知縣統計年鑑》昭和34年度刊，379頁
9. ↑  《愛知縣統計年鑑》昭和35年度刊，292頁
10. ↑  《愛知縣統計年鑑》昭和36年度刊，261頁
11. ↑  《愛知縣統計年鑑》昭和37年度刊，325頁
12. ↑  《愛知縣統計年鑑》昭和38年度刊，297頁
13. ↑  《愛知縣統計年鑑》昭和39年度刊，299頁
14. ↑  《愛知縣統計年鑑》昭和40年度刊，263頁
15. ↑  《愛知縣統計年鑑》昭和41年度刊，239頁
16. ↑  《愛知縣統計年鑑》昭和42年度刊，262頁
17. ↑  《愛知縣統計年鑑》昭和43年度刊，192頁
18. ↑  《愛知縣統計年鑑》昭和44年度刊，196頁
19. ↑  《愛知縣統計年鑑》昭和45年度刊，204頁
20. ↑  《愛知縣統計年鑑》昭和46年度刊，228頁
21. ↑  《愛知縣統計年鑑》昭和47年度刊，237頁
22. ↑  《愛知縣統計年鑑》昭和48年度刊，217頁
23. ↑  《愛知縣統計年鑑》昭和49年度刊，214頁
24. ↑  《愛知縣統計年鑑》昭和50年度刊，221頁
25. ↑  《愛知縣統計年鑑》昭和51年度刊，225頁
26. ↑  《愛知縣統計年鑑》昭和52年度刊，217頁
27. ↑  《愛知縣統計年鑑》昭和53年度刊，231頁
28. ↑  《愛知縣統計年鑑》昭和54年度刊，233頁
29. ↑  《愛知縣統計年鑑》昭和55年度刊，221頁
30. ↑  《愛知縣統計年鑑》昭和56年度刊，227頁
31. ↑  《愛知縣統計年鑑》昭和57年度刊，239頁
32. ↑  《愛知縣統計年鑑》昭和58年度刊，223頁
33. ↑  《愛知縣統計年鑑》昭和59年度刊，223頁
34. ↑  《愛知縣統計年鑑》昭和60年度刊，241頁
35. ↑  《愛知縣統計年鑑》昭和61年度刊，235頁
36. ↑  《愛知縣統計年鑑》昭和62年度刊，223頁
37. ↑  《愛知縣統計年鑑》昭和63年度刊，223頁
38. ↑  《愛知縣統計年鑑》平成元年度刊，225頁
39. ↑  《愛知縣統計年鑑》平成2年度刊，223頁
40. ↑  《愛知縣統計年鑑》平成3年度刊，225頁
41. ↑  《愛知縣統計年鑑》平成4年度刊，229頁
42. ↑  《愛知縣統計年鑑》平成5年度刊，221頁
43. ↑  《愛知縣統計年鑑》平成6年度刊，221頁
44. ↑  《愛知縣統計年鑑》平成7年度刊，239頁
45. 1 2 3  《知多半島之統計》平成9年版，46頁
46. ↑  《愛知縣統計年鑑》平成8年度刊，241頁
47. ↑  《愛知縣統計年鑑》平成9年度刊，243頁
48. ↑  《愛知縣統計年鑑》平成10年度刊，241頁
49. 1 2  《知多半島之統計》平成11年版，46頁
50. ↑  《愛知縣統計年鑑》平成11年度刊，241頁
51. ↑  《愛知縣統計年鑑》平成12年度刊，239頁
52. ↑  《知多半島之統計》平成12年版，46頁
53. ↑  《愛知縣統計年鑑》平成13年度刊，240頁
54. 1 2 3  《知多半島之統計》平成15年版，46頁
55. 1 2 3  《知多半島之統計》平成18年版，114頁
56. 1 2 3  《知多半島之統計》平成21年版，43頁
57. 1 2 3  《知多半島之統計》平成24年版，43頁
58. ↑  《知多半島之統計》平成25年版，43頁
59. 1 2  《知多半島之統計》平成27年版，43頁
60. ↑  《知多半島之統計》平成28年版，43頁
61. ↑  《知多半島之統計》平成29年版，43頁
62. ↑  《知多半島之統計》平成30年版，43頁
63. 1 2  《知多半島之統計》令和元年版，43頁
64. ↑  《知多半島之統計》令和2年版，43頁
65. ↑  《半田市誌》，411頁

## 外部連結
- JR東海 半田站 （页面存档备份，存于）（日語）